# 楠洛瑟韋特峰

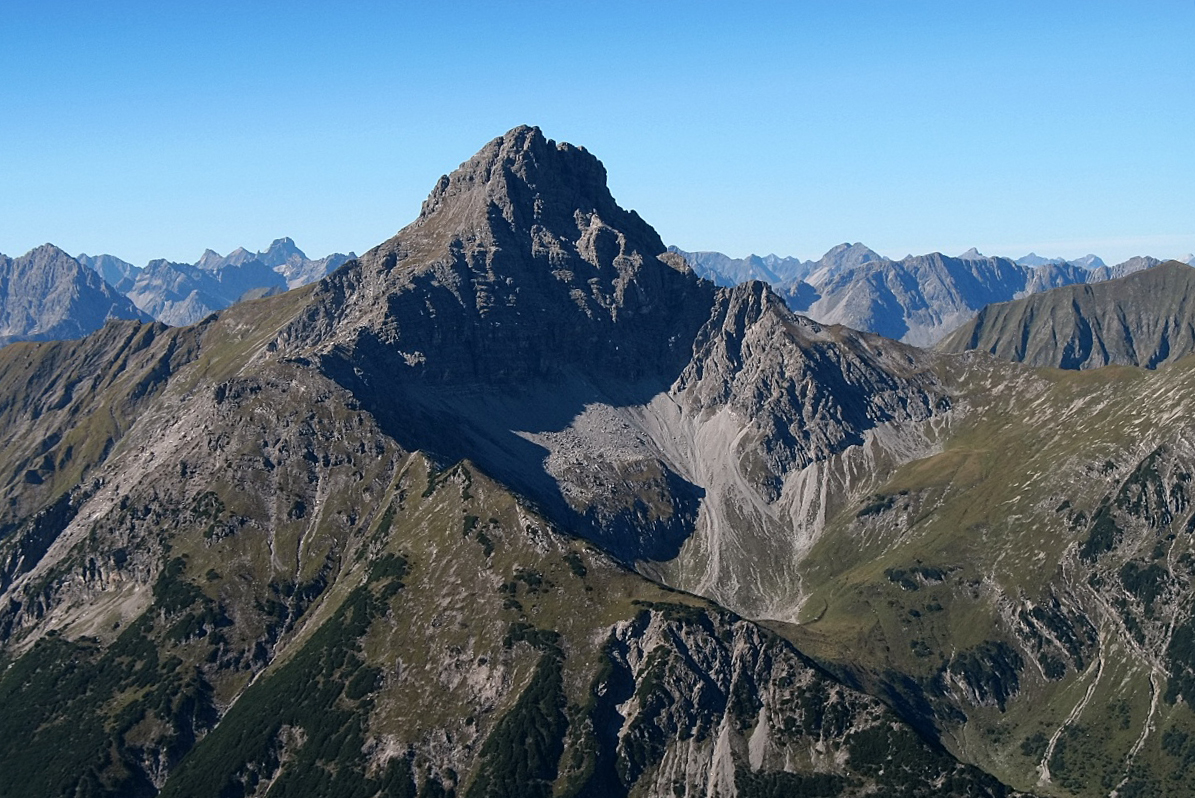

47°19′24″N 10°38′30″E / 47.32333°N 10.64167°E
楠洛瑟韋特峰（德語：Namloser Wetterspitze），是奧地利的山峰，位於該國西部，由蒂羅爾州負責管轄，屬於萊希塔爾阿爾卑斯山脈的一部分，距離黑特萬德峰3.9公里，海拔高度2,553米，每年平均降雨量1,698毫米。